# Willem II (sigaar)

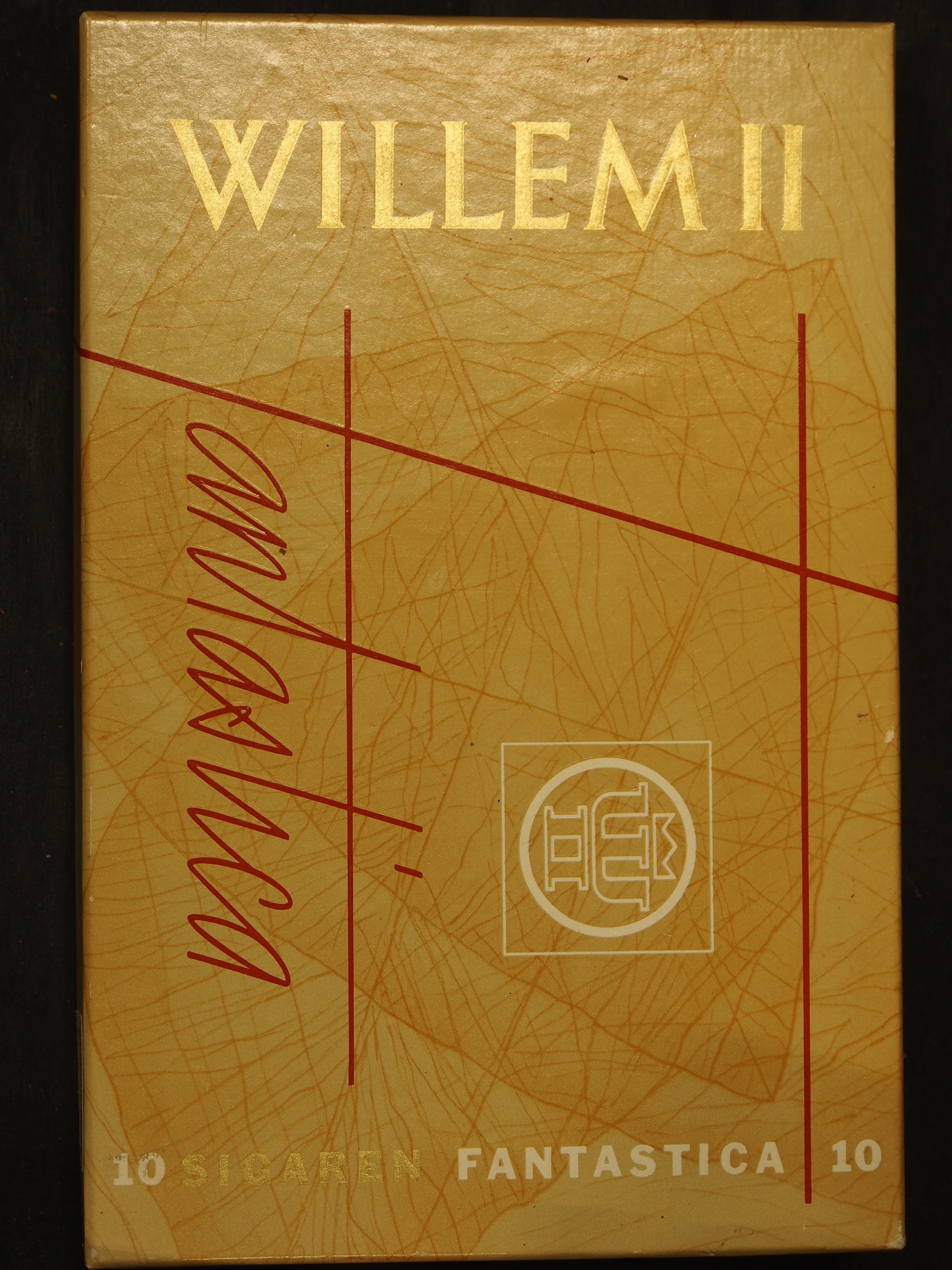
Willem II sigarendoos

Willem II is een Nederlands sigarenmerk, oorspronkelijk het huismerk van het gelijknamige  productiebedrijf, ooit de  grootste sigarenfabriek in Valkenswaard, sinds 1989 eigendom van Swedish Match. Het hoofdkantoor van Swedish Match Cigars stond nog tot 2010 in Valkenswaard. Het productiebedrijf was al eerder verplaatst naar Houthalen.

## De fabriek
De Willem II sigarenfabrieken zijn opgericht in 1916 door Harry Kersten. Deze telg uit een geslacht van tabaksverwerkers en -handelaren uit Puiflijk was eerder als volontair werkzaam bij de sigarenfabriek van de Gebr. Van Best te Valkenswaard. Kersten begon in een bestaand bedrijfsgebouwtje aan de Eindhovenseweg met 8 werknemers. In 1920 werd een nieuwe fabriek aan de Schoolstraat betrokken. In 1919 werd al naar Duitsland geëxporteerd maar later werden de sigaren naar zeventig landen uitgevoerd. Van 1929 tot 1951 was er een nevenvestiging in 's-Hertogenbosch door de overname van het bedrijf van Goulmy & Baar aldaar; in 1936 nam Willem II een bestaande fabriek in Reusel over. In 1938 werd de fabriek Jasneva aan de Eindhovenseweg in Valkenswaard overgenomen. In 1934 werkten er meer dan 1000 mensen.
Harry Kersten was actief in de lokale gemeenschap. Zo was hij onder meer kerkmeester van de Nicolaasparochie en van 1918 tot 1922 met een eigen lijst vertegenwoordigd in de gemeenteraad. Van 1935 tot 1940 was hij voor de RK Staatspartij lid van de Provinciale Staten.
Na 1950 werden er in de regio nog vier vestigingen opgericht, te Budel (1954), te Handel (1956), Overpelt (1962) en Bocholt (1968), terwijl in 1965 een nieuw filiaal te Reusel in gebruik werd genomen. Ondertussen bleef het een familiebedrijf, met na Harry Kersten zijn zoons Anton Kersten (die van 1925 tot 1973 mede aan de leiding stond) en Gerard Kersten en als vertegenwoordiger van de derde generatie Henk Kersten. Rond 1970 telde de onderneming circa 2200 medewerkers. Na 1970 nam als gevolg van de krimpende markt en door toenemende mechanisering de werkgelegenheid af. Willem II wist de omzet op niveau te houden of te vergroten onder meer door inlijving van de merken Hudson (een voormalig onderdeel van Jasneva te Roosendaal) (1976) en Karel I. In 1977 werd het bedrijf onderdeel van de Consolidated Cigar Company (let op alliteratie), een dochteronderneming van Gulf & Western te New York. In 1982 werd de onderneming weer zelfstandig, maar in 1989 volgde een overname door branchegenoot La Paz te Boxtel waardoor Willem II uiteindelijk in handen kwam van het Zweedse Volvo AB en vervolgens van Swedish Match Cigars, die de productie naar Houthalen verplaatste. Het hoofdkantoor aan de Eindhovenseweg verhuisde naar het bedrijventerrein de Schaapsloop, buiten de kom van Valkenswaard. De vestiging Houthalen sloot in 2014.

## Het merk
Het merk Willem II is vernoemd naar stadhouder Willem II. Ooit een zelfstandige fabriek is het sinds  1989 een van de merken van Swedish Match Cigars. Onder de naam Willem II werden in Houthalen machinaal gemaakte sigaartjes geproduceerd, die in felrode doosjes en kistjes verkocht werden. Er bestaat een iets grotere Willem II, die daarentegen nog steeds onder de panatela's (lange slanke sigaren) ressorteert. De sigarro's hebben een felrood bandje en zijn donker van kleur. De Willem II-sigaar behoort tot het droge type, en smaakt, gezien het formaat, relatief neutraal.